# Abraham Merritt
Pour les articles homonymes, voir Merritt.
Œuvres principales
- Le Visage dans l'abîme

Abraham Merritt, né le 20 janvier 1884 à Beverly au New Jersey et mort le 21 août 1943 à Indian Rocks Beach en Floride, est un auteur et un éditeur de science-fiction et de fantasy américain qui publia dans les magazines Argosy All-Story Weekly, Fantasy Mag, The Avon Fantasy Reader ou Weird Tales.

## Biographie
Né dans le New Jersey le 20 janvier 1884, Abraham Merritt déménage pour Philadelphie en Pennsylvanie. Après des études de droit, qu'il interrompt pour motifs financiers, il se tourne vers le journalisme. 
Il travaille tout d'abord comme correspondant de presse et plus tard comme éditeur. Il est l'assistant d'édition du magazine The American Weekly de 1912 à 1937, puis éditeur en chef jusqu'à sa mort.
Ses romans et nouvelles n'étaient pour Abraham Merritt qu'une occupation secondaire qui passait après sa carrière de journaliste, ce qui explique peut-être le petit nombre de ses publications.
Abraham Merritt se maria deux fois. Une première fois avec Eleanore Ratcliffe dans les années 1910 avec qui il adopta une fille, puis dans les années 1930 avec Eleanore H. Johnson.
Sa réputation ne fut pas très bonne dans le cercle des fans et des critiques de science-fiction, mais il compte parmi les auteurs qui ont le plus marqué Lovecraft et fut très estimé de son ami et collaborateur Hannes Bok (en), un illustrateur de SF réputé.
Il meurt d'un arrêt cardiaque le 21 août 1943 à 59 ans.

## Style
Les histoires d'Abraham Merritt tournent de manière typique autour des thèmes convenus des pulp magazines : des civilisations perdues, des monstres hideux, etc. Ses héros sont des scandinaves ou des Irlandais galants, ses méchants sont des traîtres russes ou allemands (selon la géopolitique de l'époque) et ses héroïnes sont souvent virginales, mystérieuses et toujours très légèrement vêtues.
L'originalité d'Abraham Merritt par rapport aux autres auteurs de pulp fiction réside dans le style de sa prose fleurie et son penchant pour l'accumulation des adjectifs et des détails. L'amour de Merritt pour les micro-descriptions complète avec bonheur le style pointilliste des illustrations de Bok et sert souvent à éclairer en les radicalisant les tendances fétichistes de la SF pulp.

## Œuvres

### Romans
- Le Gouffre de la Lune (The Moon Pool), 1919 ;
- Le Monstre de métal (The Metal Monster), 1920 ;
- La Nef d'Ishtar (en) (The Ship of Ishtar), 1923 ;
- Sept pas vers Satan (Seven Footprints to Satan), 1927 (Ed.Néo) ;
- Le Visage dans l'abîme (The Face in the Abyss), 1931 ;
- Les Habitants du mirage (Dwellers in the Mirage), 1932 ; - J'ai lu no 557, 1974
- Brûle, sorcière, brûle (Burn Witch burn), 1932 ;
- Rampe, ombre, rampe (Creep Shadow creep), 1934 ;
- La Femme-renard, 1943  (Ed.Néo) : Ce roman, commencé par Merritt en 1923 et qu'il ne put achever, laissant un texte d'environ 15000 mots, fut terminé, avec une grande fidélité, par son ami Hannes Bok (préface de l'édition Néo par R. Bozzetto, mai 1979).

### Nouvelles
- La Porte des dragons (Through the dragon glass), 1917
- Les Êtres de l'abîme (The people of the pit), 1918
- Trois lignes de vieux français (Three lines of old french), 1919
- La Femme du bois (The woman of the wood), 1926
- Le dernier poète et les robots (The last poet and the robots), 1934
- Le faux bourdon (The drone), 1934
- Le Défi de l'au-delà (Challenge from beyond), nouvelle, 1935
- Comment Circé fut découverte (How we found Circe), 1942
- Quand les anciens dieux se réveilleront (When old gods wake), 1943
- La Route blanche (The white road), 1943

Ces nouvelles ont été publiées en français dans le recueil La Femme du bois (Ed.Néo), no 105, 1984, avant d'être pour certaines de nouveau publiées en 2019 par l'éditeur 500 Nuances de Geek (en ebook via le canal participatif "ExoGlyphes", puis en livre physique via un foulancement), avec également une traduction de :
- Le Bassin du dieu en pierre (The Pool of the Stone God) écrit sous le pseudonyme W. Fenimore, 1923.

### Édition française
- Abraham Merritt, Œuvres complètes, Tome 1, Lefrancq Littérature, 1998.
- Abraham Merritt, Œuvres complètes, Tome 2, Lefrancq Littérature, 1998.
- Abraham Merritt, Les habitants du Mirage, Editions Callidor, 2016.

### Adaptations
- 1929 : Seven Footprints to Satan (en), d'après son roman, réalisé par Benjamin Christensen;
- 1936 : Les Poupées du diable (The Devil-Doll), d'après son roman Burn Witch Burn, réalisé par Tod Browning.